# LISTEN! BARBEE BOYS 4
『LISTEN! BARBEE BOYS 4』（リッスン バービーボーイズフォー）は、BARBEE BOYSが1987年9月9日にEPIC・ソニーからリリースした4枚目のオリジナル・アルバム。

## 背景
前作『3rd BREAK』から約1年ぶりとなる作品で、先行シングル「女ぎつねon the Run」のアルバムヴァージョンと「泣いたままでlisten to me」をはじめ、同年にシングルカットされた「ごめんなさい」が収録されているオリジナル・アルバム。

## 音楽性
8曲目の「Noisy」は、杏子のソロ曲で、いまみちともたかがPSY・Sに提供した「サイレント・ソング」のセルフカバーだが、歌詞は異なっている。

## ディスクジャケット
LPレコードとCT、CDの3形態共に、ディスクジャケットの下部に記載されている英文が異なっている。
2006年盤と2009年盤、2025年盤はLPレコードのディスクジャケットが採用しているが、収録されているのはCD盤の曲順となっている。

### LPレコード
| 「 | THERE ARE TWO SIDES TO EVERY QUESTION, THE SAME WE DO. | 」 |

### CT
| 「 | THERE ARE TWO SIDES TO EVERY QUESTION, THE SAME WE DO. | 」 |

### CD
| 「 | THERE IS ONLY ONE REASON TO BE COOL & DRY, WE AGREE. | 」 |

## リリース
1987年9月9日にEPIC・ソニーから、LPレコードとCT、CDの3形態でリリースされた。CD盤のみ「泣いたままでlisten to me」のカップリング曲である「涙で綴るパパへの手紙」が収録されている。
1991年8月23日と1995年7月21日にCDのみ再リリースされた。
2006年12月6日にSony Music DirectのGT musicレーベルから、リマスターが施されたCDに紙ジャケット仕様で、2009年5月27日にデビュー25周年企画として再リリースされた。
2025年3月26日に、メンバー立ち合いのもとリマスターが施された音源で、Sony Music DirectのGREAT TRACKSレーベルからLPレコード、ALDELIGHTレーベルからBlu-spec CD2の2形態で同時にリリースされ、LP盤には当時未収録だった「涙で綴るパパへの手紙」も収録されている。

## 収録曲

### LPレコード（1987年盤）, CT
| 全作詞・作曲: いまみちともたか（#1のみ作詞: 杏子、作曲: BARBEE BOYS）、全編曲: BARBEE BOYS。 |                                                   |                                                            |                                                            |      |
| #                                                                                            | タイトル                                          | 作詞                                                       | 作曲・編曲                                                 | 時間 |
| 1.                                                                                           | 「はちあわせのメッカ」                            | いまみちともたか （#1のみ作詞: 杏子 、作曲: BARBEE BOYS ） | いまみちともたか （#1のみ作詞: 杏子 、作曲: BARBEE BOYS ） | 3:21 |
| 2.                                                                                           | 「泣いたままでlisten to me」(Original Mix)        | いまみちともたか （#1のみ作詞: 杏子 、作曲: BARBEE BOYS ） | いまみちともたか （#1のみ作詞: 杏子 、作曲: BARBEE BOYS ） | 4:09 |
| 3.                                                                                           | 「Dear わがままエイリアン」                       | いまみちともたか （#1のみ作詞: 杏子 、作曲: BARBEE BOYS ） | いまみちともたか （#1のみ作詞: 杏子 、作曲: BARBEE BOYS ） | 3:18 |
| 4.                                                                                           | 「ごめんなさい」                                  | いまみちともたか （#1のみ作詞: 杏子 、作曲: BARBEE BOYS ） | いまみちともたか （#1のみ作詞: 杏子 、作曲: BARBEE BOYS ） | 4:14 |
| 5.                                                                                           | 「女ぎつねon the Run」(Original“Big Bowl”Version) | いまみちともたか （#1のみ作詞: 杏子 、作曲: BARBEE BOYS ） | いまみちともたか （#1のみ作詞: 杏子 、作曲: BARBEE BOYS ） | 5:55 |
| 合計時間:                                                                                    | 合計時間:                                         | 20:57                                                      |                                                            |      |

| 全作詞・作曲: いまみちともたか、全編曲: BARBEE BOYS。 |                        |                  |                  |      |
| #                                                     | タイトル               | 作詞             | 作曲・編曲       | 時間 |
| 1.                                                    | 「わぁい わぁい わい」 | いまみちともたか | いまみちともたか | 3:11 |
| 2.                                                    | 「－夜の街－」         | いまみちともたか | いまみちともたか | 4:30 |
| 3.                                                    | 「Noisy」              | いまみちともたか | いまみちともたか | 3:20 |
| 4.                                                    | 「くちにチャック」     | いまみちともたか | いまみちともたか | 3:46 |
| 5.                                                    | 「ナイーヴ」           | いまみちともたか | いまみちともたか | 4:55 |
| 合計時間:                                             | 合計時間:              | 19:42            |                  |      |

### CD（1987年盤, 1995年盤, 2006年盤, 2009年盤）, Blu-spec CD2（2025年盤）
| 全編曲: BARBEE BOYS。 |                                                   |                  |                  |       |
| #                     | タイトル                                          | 作詞             | 作曲             | 時間  |
| 1.                    | 「はちあわせのメッカ」                            | 杏子             | BARBEE BOYS      | 3:21  |
| 2.                    | 「泣いたままでlisten to me」(Original Mix)        | いまみちともたか | いまみちともたか | 4:09  |
| 3.                    | 「Dear わがままエイリアン」                       | いまみちともたか | いまみちともたか | 3:18  |
| 4.                    | 「ごめんなさい」                                  | いまみちともたか | いまみちともたか | 4:14  |
| 5.                    | 「女ぎつねon the Run」(Original“Big Bowl”Version) | いまみちともたか | いまみちともたか | 5:55  |
| 6.                    | 「わぁい わぁい わい」                            | いまみちともたか | いまみちともたか | 3:11  |
| 7.                    | 「涙で綴るパパへの手紙」                          | 近藤敦           | 近藤敦           | 3:18  |
| 8.                    | 「－夜の街－」                                    | いまみちともたか | いまみちともたか | 4:30  |
| 9.                    | 「Noisy」                                         | いまみちともたか | いまみちともたか | 3:20  |
| 10.                   | 「くちにチャック」                                | いまみちともたか | いまみちともたか | 3:46  |
| 11.                   | 「ナイーヴ」                                      | いまみちともたか | いまみちともたか | 4:55  |
| 合計時間:             | 合計時間:                                         | 合計時間:        | 合計時間:        | 43:57 |

### LPレコード（2025年盤）
| 全作詞・作曲: いまみちともたか（#1のみ作詞: 杏子、作曲: BARBEE BOYS）、全編曲: BARBEE BOYS。 |                                                   |                                                         |                                                         |      |
| #                                                                                            | タイトル                                          | 作詞                                                    | 作曲・編曲                                              | 時間 |
| 1.                                                                                           | 「はちあわせのメッカ」                            | いまみちともたか（#1のみ作詞: 杏子、作曲: BARBEE BOYS） | いまみちともたか（#1のみ作詞: 杏子、作曲: BARBEE BOYS） | 3:21 |
| 2.                                                                                           | 「泣いたままでlisten to me」(Original Mix)        | いまみちともたか（#1のみ作詞: 杏子、作曲: BARBEE BOYS） | いまみちともたか（#1のみ作詞: 杏子、作曲: BARBEE BOYS） | 4:09 |
| 3.                                                                                           | 「Dear わがままエイリアン」                       | いまみちともたか（#1のみ作詞: 杏子、作曲: BARBEE BOYS） | いまみちともたか（#1のみ作詞: 杏子、作曲: BARBEE BOYS） | 3:18 |
| 4.                                                                                           | 「ごめんなさい」                                  | いまみちともたか（#1のみ作詞: 杏子、作曲: BARBEE BOYS） | いまみちともたか（#1のみ作詞: 杏子、作曲: BARBEE BOYS） | 4:14 |
| 5.                                                                                           | 「女ぎつねon the Run」(Original“Big Bowl”Version) | いまみちともたか（#1のみ作詞: 杏子、作曲: BARBEE BOYS） | いまみちともたか（#1のみ作詞: 杏子、作曲: BARBEE BOYS） | 5:55 |
| 合計時間:                                                                                    | 合計時間:                                         | 20:57                                                   |                                                         |      |

| 全作詞・作曲: いまみちともたか（#2のみ作詞・作曲: 近藤敦）、全編曲: BARBEE BOYS。 |                          |                                              |                                              |      |
| #                                                                                 | タイトル                 | 作詞                                         | 作曲・編曲                                   | 時間 |
| 1.                                                                                | 「わぁい わぁい わい」   | いまみちともたか（#2のみ作詞・作曲: 近藤敦） | いまみちともたか（#2のみ作詞・作曲: 近藤敦） | 3:11 |
| 2.                                                                                | 「涙で綴るパパへの手紙」 | いまみちともたか（#2のみ作詞・作曲: 近藤敦） | いまみちともたか（#2のみ作詞・作曲: 近藤敦） | 3:18 |
| 3.                                                                                | 「－夜の街－」           | いまみちともたか（#2のみ作詞・作曲: 近藤敦） | いまみちともたか（#2のみ作詞・作曲: 近藤敦） | 4:30 |
| 4.                                                                                | 「Noisy」                | いまみちともたか（#2のみ作詞・作曲: 近藤敦） | いまみちともたか（#2のみ作詞・作曲: 近藤敦） | 3:20 |
| 5.                                                                                | 「くちにチャック」       | いまみちともたか（#2のみ作詞・作曲: 近藤敦） | いまみちともたか（#2のみ作詞・作曲: 近藤敦） | 3:46 |
| 6.                                                                                | 「ナイーヴ」             | いまみちともたか（#2のみ作詞・作曲: 近藤敦） | いまみちともたか（#2のみ作詞・作曲: 近藤敦） | 4:55 |
| 合計時間:                                                                         | 合計時間:                | 23:00                                        |                                              |      |

## 参加ミュージシャン
BARBEE BOYS ARE
- ATSUSHI KONDOH : Vocals, Saxophones and Block Flute
- KYOKO : Vocals
- TOSHIAKI KONUMA : Drums and Vocals
- ENRIQUE : Bass
- TOMOTAKA IMAMICHI : Guitars and Vocals

## メディアでの使用
| # | 曲名             | タイアップ                                                               | 出典  |
| - | ---------------- | ------------------------------------------------------------------------ | ----- |
| 4 | 「ごめんなさい」 | フジテレビ系『桃色学園都市宣言!!』1987年11月度オープニングテーマ         |       |
| 4 | 「ごめんなさい」 | ゼアリズエンタープライズ配給映画『裁判長!ここは懲役4年でどうすか』主題歌 | [ 6 ] |